# マルシア
マルシア（1969年2月14日 - ）は、ブラジルサンパウロ州・モジ・ダス・クルーゼス出身の歌手、女優、タレント。ワタナベエンターテインメント所属。

## 来歴・人物

### 出生
ブラジル出身の日系3世。祖父母は静岡出身で、柿・ポンカンなどの果樹園を経営していた。ミドルネームの一枝は、祖母が好きだった美空ひばりの本名・加藤和枝にちなんで名づけられた。
父は高校中退後に事業に失敗したのち、祖父が果樹園を手放してつくった資金の援助を受けて、肉屋の経営を始め成功した。母は静岡県の出身。

### 歌手デビュー
1985年、ブラジルで開かれたTBSテレビ『TBS歌謡選手権』で準優勝。翌年、同じくブラジルで開かれたテレビ東京の『外国人歌謡大賞』で優勝、ブラジル代表となり決勝大会進出のため初来日。このとき審査員をつとめていた作曲家の猪俣公章の目に留まり、翌年から猪俣の内弟子となる。内弟子生活に耐えかねて一度だけ家出をしたが、家出先は姉弟子の坂本冬美の家であった。坂本はお互いに東京でできた初めての友人である。
1989年1月に「ふりむけばヨコハマ」でデビュー。同期デビューの歌手には中山忍・石原詢子・星野由妃・島崎和歌子・千葉美加・川越美和・細川直美・里中茶美・香田晋・尾鷲義人など。新人賞レースでは田村英里子との激戦が繰り広げられた。『第31回日本レコード大賞』や『FNS歌謡祭』では最優秀新人賞を獲得するなど、数多くの新人賞を受賞する。
マルシアがブラジルに凱旋帰国公演をする直前に、父が心不全で急死。

### 女優・タレント業進出
後にテレビドラマ、バラエティ番組などに出演、女優・タレントとしても幅広く活動。
1994年に俳優の大鶴義丹と結婚し、1997年に第一子となる女児を出産。2004年に離婚。離婚後も娘のために大鶴姓を名乗っている。
2001年、ブロードウェイミュージカル『ジキル&ハイド』に出演し、第56回文化庁芸術祭賞演劇部門新人賞を受賞した。
2003年に日本に帰化する。
2015年、ブラジル外交関係樹立120周年の親善大使に任命された。委嘱期間は同年2月12日から12月31日まで。

## ディスコグラフィ

### シングル
- すべて日本コロムビアからリリース。

| #  | 発売日          | 曲順 | タイトル                             | 作詞         | 作曲       | 編曲              | 規格品番   |
| -- | --------------- | ---- | ------------------------------------ | ------------ | ---------- | ----------------- | ---------- |
| 1  | 1989年 1月21日  | A面  | ふりむけばヨコハマ                   | たきのえいじ | 猪俣公章   | 竜崎孝路          | AH-5001    |
| 1  | 1989年 1月21日  | B面  | やがて離愁                           | 山上路夫     | 猪俣公章   | 若草恵            | AH-5001    |
| 2  | 1990年 2月14日  | 01   | 抱きしめて                           | 蘭香         | 猪俣公章   | 竜崎孝路          | CA-8389    |
| 2  | 1990年 2月14日  | 02   | 夢色しのび逢い                       | ちあき哲也   | 猪俣公章   | 竜崎孝路          | CA-8389    |
| 3  | 1991年 1月21日  | 01   | 待ちわびて哀愁                       | たきのえいじ | 猪俣公章   | 川村栄二          | CODA-8651  |
| 3  | 1991年 1月21日  | 02   | ラスト・ヒロイン                     | 大津あきら   | 猪俣公章   | 前田俊明          | CODA-8651  |
| 4  | 1991年 8月21日  | 01   | 愛を置き去りに                       | 伊藤薫       | 三木たかし | 若草恵            | CODA-8788  |
| 4  | 1991年 8月21日  | 02   | 哀情物語                             | 伊藤薫       | 三木たかし | 竜崎孝路          | CODA-8788  |
| 5  | 1992年 2月21日  | 01   | あなたの愛につつまれて               | 伊藤薫       | 三木たかし | 若草恵            | CODA-8986  |
| 5  | 1992年 2月21日  | 02   | 急がないで                           | たきのえいじ | 三木たかし | 若草恵            | CODA-8986  |
| 6  | 1992年 9月21日  | 01   | あきらめてバイバイ                   | 伊藤薫       | 猪俣公章   | 藤原いくろう      | CODA-100   |
| 6  | 1992年 9月21日  | 02   | あなたに帰りたい                     | 渡辺なつみ   | 猪俣公章   | 竜崎孝路          | CODA-100   |
| 7  | 1993年 3月21日  | 01   | 陽だまり                             | 高村圭       | 山崎一稔   | 竜崎孝路          | CODA-147   |
| 7  | 1993年 3月21日  | 02   | 雪どけ                               | 高村圭       | 山崎一稔   | 竜崎孝路          | CODA-147   |
| 8  | 1994年 6月21日  | 01   | 灼熱…サウダージ 〜AMOR…SAUDADE〜     | ちあき哲也   | 松岡直也   | 松岡直也          | CODA-437   |
| 8  | 1994年 6月21日  | 02   | 熱風エリア 〜Coração De Rosa〜       | ちあき哲也   | 松岡直也   | 松岡直也          | CODA-437   |
| 9  | 1994年 11月21日 | 01   | 紅い蓮 〜Chove Chuva〜               | ちあき哲也   | 松岡直也   | 松岡直也          | CODA-516   |
| 9  | 1994年 11月21日 | 02   | 逆光線 〜O Meu Amor〜                | ちあき哲也   | 松岡直也   | 松岡直也          | CODA-516   |
| 10 | 1995年 4月21日  | 01   | AMOR…SAUDADE 〜VERSAÕ em PORTUGUÊS〜 | マルシア     | 松岡直也   | 松岡直也          | CODA-643   |
| 11 | 1995年 9月1日   | 01   | しあわせになれる                     | 秋元康       | 井上大輔   | 岩崎文紀          | CODA-650   |
| 11 | 1995年 9月1日   | 02   | 2番目                                | 秋元康       | 都志見隆   | 萩田光雄          | CODA-650   |
| 12 | 1996年 3月20日  | 01   | ずっと 許してる                      | 秋元康       | 井上大輔   | 岩崎文紀          | CODA-911   |
| 12 | 1996年 3月20日  | 02   | 何を忘れればいいの                   | 秋元康       | 羽田一郎   | 萩田光雄          | CODA-911   |
| 13 | 1996年 9月21日  | 01   | 心の結婚                             | 内田春菊     | 井上大輔   | 田代修二 池谷明宏 | CODA-1014  |
| 13 | 1996年 9月21日  | 02   | いつも あなたを想ってる              | 秋元康       | 西司       | 岩崎文紀          | CODA-1014  |
| 14 | 1998年 10月21日 | 01   | Just A Woman〜あなたへ〜             | 吉元由美     | 尾上一平   | 岩田雅之          | CODA-1652  |
| 14 | 1998年 10月21日 | 02   | 元気になる方法                       | 秋元康       | 原田克彦   | 岩崎文紀          | CODA-1652  |
| 15 | 2008年 10月22日 | 01   | Yours〜時のいたずら〜                | ちあき哲也   | 杉本眞人   | 若草恵            | COCA-16194 |
| 15 | 2008年 10月22日 | 02   | カッコウ・ホテル                     | ちあき哲也   | 杉本眞人   | 若草恵            | COCA-16194 |
| 16 | 2009年 10月21日 | 01   | エデンの雨                           | ちあき哲也   | 杉本眞人   | 若草恵            | COCA-16308 |
| 16 | 2009年 10月21日 | 02   | 舞姫になれない                       | ちあき哲也   | 杉本眞人   | 若草恵            | COCA-16308 |

### アルバム
| 発売日         | タイトル                                              | 規格品番      |
| -------------- | ----------------------------------------------------- | ------------- |
| 1989年2月21日  | ふりむけばヨコハマ                                    | 32CA-3131     |
| 1989年12月1日  | 黄昏に抱かれて                                        | CA-4349       |
| 1990年4月1日   | 抱きしめて                                            | COCA-6101     |
| 1990年11月21日 | Eu te amo                                             | COCA-7001     |
| 1991年6月21日  | 恋人たちのララバイ                                    | COCA-7672     |
| 1991年11月21日 | 全曲集 愛を置き去りに                                 | COCA-9146     |
| 1992年4月1日   | さよならが言えなくて                                  | COCA-9764     |
| 1992年5月21日  | 特選集 あなたの愛につつまれて                         | COCA-9870     |
| 1992年10月21日 | 逢いに行きたい                                        | COCA-10309    |
| 1992年11月21日 | 全曲集 あきらめてバイバイ                             | COCA-10325    |
| 1993年5月21日  | 特選集 陽だまり                                       | COCA-10749    |
| 1993年9月21日  | さようなら そして ありがとう－猪俣公章 追悼アルバム－ | COCA-11250    |
| 1993年10月1日  | 愛・12色のシルエット                                  | COCA-11018    |
| 1993年11月21日 | 全曲集 陽だまり                                       | COCA-11209    |
| 1995年7月21日  | ふりむけばヨコハマ                                    | COCA-12747〜8 |
| 1995年12月29日 | しあわせになれる〜Marcia Singles                      | COCA-13137    |
| 1996年6月21日  | Days                                                  | COCA-13467    |
| 2004年8月25日  | ベスト・セレクション                                  | COCP-32838    |
| 2009年5月20日  | hummingbird                                           | COCP-35618    |
| 2010年6月23日  | ヒット曲集2010                                        | COCP-36273    |
| 2010年11月17日 | 全曲集 エデンの雨                                     | COCP-36492    |
| 2011年11月23日 | 全曲集 舞姫になれない                                 | COCP-37001    |
| 2012年6月20日  | プレミアム・ベスト2012                                | COCP-37342    |
| 2012年11月21日 | 全曲集 ふりむけばヨコハマ                             | COCP-37657    |
| 2013年1月23日  | hummingbird 2                                         | COCP-37794    |
| 2013年6月19日  | プレミアム・ベスト2013                                | COCP-38013    |
| 2013年7月3日   | Marcia〜愛は海を越えて                                | TKCA-73926    |
| 2013年11月20日 | 全曲集2013                                            | COCP-38235    |
| 2016年3月30日  | ベスト・コレクション2016                              | COCP-39478    |
| 2019年2月20日  | デビュー30周年記念 マルシア 猪俣公章コレクション      | COCP-40730    |
| 2019年9月11日  | 真夜中のささやき                                      | COCP-40927    |

### 参加作品
- ザ・ピーナッツ トリビュート・ソングス（2016年9月7日、KICS-3419）
  - 「大阪の女」収録（ザ・ピーナッツの同名曲のカバー、森口博子とのデュエット[5]）。

### タイアップ曲
| 年     | 楽曲            | タイアップ                                            |
| ------ | --------------- | ----------------------------------------------------- |
| 1994年 | 灼熱…サウダージ | TBS系『明石家多国籍軍』OPテーマ                       |
| 1994年 | 紅い蓮          | フジテレビ系『上岡龍太郎にはダマされないぞ!』EDテーマ |
| 1996年 | 心の結婚        | 映画『新・居酒屋ゆうれい』主題歌                      |

## 出演

### 舞台
- ジキル&ハイド（2001年 - 2010年） - ルーシー・ハリス 役
- レ・ミゼラブル（2003年 - 2006年） - ファンティーヌ 役
- ユーリン・タウン（2004年） - ペネロペ・ペニーワイズ 役
- リボンの騎士ザ・ミュージカル（2006年） - シルバーランド王国の王妃役
- アイーダ（2006年） - アイーダ 役
- 妊娠させて（2008年）
- 竹内まりやソングミュージカル 本気でオンリーユー（2008年）
- オペラ・ド・マランドロ（2009年）
- ミュージカル SEMPO -日本のシンドラー 杉原千畝物語-（2013年） - エリーゼ 役
- イン・ザ・ハイツ（2014年） - ダニエラ 役
- ファントム（2014年） - カルロッタ 役
- 日本ブラジル外交関係樹立120周年記念事業『GARANTIDO』（2015年5月） - 千里葉子／桐野ヒデミ 役
- 青い種子は太陽のなかにある（2015年8月 - 9月、東京・大阪） - サリー 役
- 地球ゴージャスプロデュース公演Vol.14『The Love Bugs』（2016年1月 - 3月、赤坂ACTシアター、愛知県芸術劇場 大ホール、福岡サンパレス、フェスティバルホール）[6] - グザベロベ 役
- マハゴニー市の興亡（2016年9月6日 - 22日、KAAT神奈川芸術劇場） - ジェニー 役 [7]
- ミュージカル『アニー』（2017年4月 - 5月、新国立劇場） - ミス・ハニガン 役[8]
- 『リトル・マーメイド』イン・コンサート（2018年2月11日 - 14日、東京 / 大阪） - アースラ 役[9]
- Rock Musical『5DAYS 辺境のロミオとジュリエット』（2018年4月3日 - 23日、KAAT神奈川芸術劇場 中劇場） - ドゥーシャ 役
- ミュージカル『ソーホー・シンダーズ』（2019年3月9日 - 31日、東京 / 大阪 / 石川 / 愛知 / 神奈川）- サイドサドル 役
- オリエント急行殺人事件（2019年7月26日 - 8月18日、大阪 / 愛知 / 東京） - ヘレン・ハバード 役
- ミュージカル『アナスタシア』（2020年3月1日 - 4月18日、東京 / 大阪） - リリー 役
- オリエント急行殺人事件（2020年12月8日 - 27日、Bunkamura シアターコクーン）[10]
- ミュージカル『スウィーニー・トッド フリート街の悪魔の理髪師』（2024年3月9月 - 30日、東京建物 Brillia HALL） - 乞食女 役[11]
- マーダーミステリーシアター『殺意の代償』（2025年3月15日、品川プリンスホテル クラブeX）[12]
- 家政夫のミタゾノ THE STAGE レ・ミゼラ風呂（2025年5月16日 - 7月13日、EX THEATER ROPPONGI 他）[13]

### テレビドラマ
- 南青山コンビニ探偵24時間営業 美人ピアニスト殺人 事件の謎（1990年6月19日、テレビ朝日）
- オレたちのオーレ!（1993年10月 - 12月、毎日放送） - モニカ・ガルシアス 役
- 新宿暴走救急隊 第3話（2000年、日本テレビ） - メイ・リン 役
- 私 結婚できないんじゃなくて、しないんです（2016年、TBS） - 高津佳子 役
- ルパンの娘（2019年 - 2020年、フジテレビ） - 桜庭美佐子 役

### 映画
- 劇場版 ルパンの娘（2021年10月15日、東映） - 桜庭美佐子 役

### テレビバラエティ
- 追跡 ※デビュー前、猪俣公章の内弟子時代
- 東京イエローページ（1989年10月 - 1990年3月 TBSテレビ） - 初代Page7として出演
- マジカル頭脳パワー!!（不定期）
- なるほど!ザ・ワールド（1994年辺りにレギュラー解答者として出演）
- ライオンのごきげんよう（不定期）（FNS番組対抗!なるほど!ザ・春秋の祭典スペシャルでは当番組のチームに必ずと言って良い程入っていた）
- とんねるずの生でダラダラいかせて!!（準レギュラー）
- 夜もヒッパレ一生けんめい→THE夜もヒッパレ（1994年 - 1997年）
- おしゃれカンケイ（1994年 - 1997年）
- こたえてちょーだい!（準レギュラー）
- ウリナリ芸能人社交ダンス部 第9期生（2006年）
- 明石家多国籍軍（1994年）
- 笑っていいとも!
- 関口宏のPAPAパラダイス
- 新春かくし芸大会
- クイズ地球まるかじり - マリアンの代理
- TVチャンピオン - 松本明子産休時に代理司会
- ひるおび! - レギュラーコメンテーター
- ゴールデンタイム（フジテレビ）（準レギュラー）
- クイズ!歌うぞ音楽王（準レギュラー）
- マルシア Debut 30th Anniversary Kick Off Live〜私はどうしてここに？〜（歌謡ポップスチャンネル）

1st Stage 私を育てた歌謡曲〜ブラジルから日本へ〜（2019年5月4日）
2nd Stage 〜ミュージカルからスタンダードナンバーまで〜（2019年6月9日）

### NHK紅白歌合戦出場歴
| 年度/放送回              | 回 | 曲目               | 出演順 | 対戦相手 | 備考                             |
| ------------------------ | -- | ------------------ | ------ | -------- | -------------------------------- |
| 1990年（平成2年）/第41回 | 初 | ふりむけばヨコハマ | 17/29  | 橋幸夫   | オリンピア劇場より中継(ブラジル) |

注意点
- 出演順は「出演順/出場者数」で表す。

### ラジオ
- 今夜もチョットいい話（1989年4月 - 終了。東海ラジオ）
- いすゞ歌うヘッドライト〜コックピットのあなたへ〜（1990年3月 - 1991年3月、TBSラジオ・JRN） - デビュー間もないころの出演で、慣れない日本語での進行に苦労したという
- マルシアのHappy Smile（終了。ラジオ関西）
- マルシアのおもいっきり天真爛漫（終了。山形放送ほか）
- Saude! Marcia〜マルシアに乾杯!（終了。文化放送、静岡放送ほか）

### CM
- 三菱自動車「キャンター」（当時のトラック・バス部門）
- たらみ
- 亀田製菓